# Italia alla XIV Universiade
L'Italia ha partecipato alla XIV Universiade, tenutasi a Zagabria nel 1987, conquistando un totale di trenta medaglie.

## Medagliere per discipline
| Sport            | Oro | Argento | Bronzo | Totale |
| ---------------- | --- | ------- | ------ | ------ |
| Scherma          | 4   | 2       | 3      | 9      |
| Nuoto            | 3   | 2       | 2      | 7      |
| Canottaggio      | 3   | 2       | 2      | 7      |
| Atletica leggera | 1   | 1       | 2      | 4      |
| Pallanuoto       | 1   | 0       | 0      | 1      |
| Canoa            | 0   | 1       | 0      | 1      |
| Pallavolo        | 0   | 0       | 1      | 1      |
| Totale           | 12  | 8       | 10     | 30     |

### Dettaglio
| Sport            | Oro                                | Argento                                  | Bronzo                           |
| ---------------- | ---------------------------------- | ---------------------------------------- | -------------------------------- |
| Scherma          | A. Bermondi (spada)                | Stefano Pantano (spada)                  | Squadra di fioretto maschile     |
| Scherma          | Lucia Traversa (fioretto)          | Annapia Gandolfi (fioretto)              | Ferdinando Meglio (sciabola)     |
| Scherma          | Squadra di spada maschile          |                                          | Squadra di sciabola maschile     |
| Scherma          | Squadra di fioretto femminile      |                                          |                                  |
|                  |                                    |                                          |                                  |
| Nuoto            | Lorenzo Carbonari (100 m dorso)    | Manuela Dalla Valle (200 m rana)         | Silvia Persi (200 m SL)          |
| Nuoto            | Manuela Dalla Valle (100 m rana)   | Manuela Dalla Valle (100 m rana)         | Staffetta 4x100 SL femminile     |
| Nuoto            | Ilaria Tocchini (100 m farfalla)   |                                          |                                  |
|                  |                                    |                                          |                                  |
| Canottaggio      | Otto - pesi leggeri                | Quattro con                              | Marco Savino (singolo)           |
| Canottaggio      | Due di coppia - pesi leggeri       | Ruggero Verroca (singolo - pesi leggeri) | Due senza                        |
| Canottaggio      | Quattro senza - pesi leggeri       |                                          |                                  |
|                  |                                    |                                          |                                  |
| Atletica leggera | Raffaello Ducceschi (20 km marcia) | Giacomo Poggi (20 km marcia)             | Pierlugi Fiorella (20 km marcia) |
| Atletica leggera |                                    | Lucio Serrani (lancio del martello)      |                                  |
|                  |                                    |                                          |                                  |
| Pallanuoto       | Nazionale maschile                 |                                          |                                  |
|                  |                                    |                                          |                                  |
| Canoa            |                                    | Alessandro Pieri (K1 1000 m)             |                                  |
|                  |                                    |                                          |                                  |
| Pallavolo        |                                    |                                          | Nazionale maschile               |